# Sieghart Reisen
Die Sieghart Reisen GmbH & Co KG ist ein Bus- und Reiseunternehmen mit Sitz in Haus im Wald bei Grafenau im Bayerischen Wald. Das Unternehmen ist inhabergeführt durch Berthold Sieghart.

## Geschichte
Das Unternehmen wurde 1954 als Busunternehmen gegründet. Im Jahre 1972 erweiterte man das Angebot und ist seitdem als Reisebusunternehmen tätig. Nach der Wiedervereinigung Deutschlands gründete man in Leipzig und Taucha weitere Standorte.

## Linienverkehr
Im Linienverkehr betreibt Sieghart Reisen zwei konzessionierte Linien. Den Stadtbusverkehr in Grafenau, sowie die Linie Grafenau – Haus im Wald – Tittling. Neben diesen Linien verkehren Busse dieses Unternehmens als Subunternehmer für die Regionalbus Ostbayern. Des Weiteren sind sie am Linienverkehr für BMW-Angestellte zum BMW Group Werk Dingolfing beteiligt.

## Busflotte
Das Busunternehmen besitzt 15 Busse. Darunter einen Ford Transit Kleinbus und zwei Mercedes Vito Kleinbusse und sechs Reisebusse der Marke NEOPLAN UND SETRA. Die Linienverkehre werden mit älteren Reisebussen erbracht.

## Tarif
Die Linie Grafenau – Haus im Wald – Tittling wird nach einem entfernungsabhängigen Tarif berechnet. Der Stadtbus in Grafenau hat einen Einheitstarif.
Sieghart ist nicht Teil der Tarifgemeinschaft Bayerwald-Ticket und erkennt es deshalb nicht in seinen Linien an. Auch das darauf basierende Gästeservice-Umweltticket (GUTi) gilt hier in der Regel nicht. Lediglich in der Grafenauer Gästekarte ist der Stadtbus aufgrund früherer Kooperationen enthalten.